# Merthyr Tydfil FC
Merthyr Tydfil FC was een Welshe voetbalclub uit de stad Merthyr Tydfil. Om historische redenen speelde de club in de Engelse competitie in plaats van in de Welshe. De club was de opvolger van Merthyr Town FC dat in de jaren 20 in de Engelse competitie speelde. Nadat Merthyr Tydfil FC in 2010 werd geliquideerd werd Merthyr Town FC opnieuw opgericht.

## Geschiedenis
In 1945/46 werd de club tweede in de Welsh League en sloot zich dan aan bij de Southern League. Merthyr was immens succesvol in de beginjaren en werd kampioen in 1948, 1950, 1951, 1952 en 1954. Ondanks deze successen slaagde de club er niet in verkozen te worden tot de Football League. 1951 was een bijzonder goed seizoen toen niet alleen de Southern League gewonnen werd maar ook de Welsh Cup, Southern League Cup en de Welsh Challenge Cup.
Nadat in de jaren 60, 70 en 80 er wat op en neer gegaan werd tussen de verschillende reeksen in de Southern League won de club in 1989 voor de zesde keer de titel en kwam daarmee op gelijke hoogte als Southampton FC die ook zes keer de titel won rond de eeuwwisseling. Dit keer hing er wel een promotie aan vast, niet naar de Football League maar wel naar de Football Conference, wat gelijk stond aan de vijfde klasse. De club startte goed met twee negende plaatsen en een vierde plaats in 1992 maar daarna ging het wat achteruit en in 1995 degradeerde de club opnieuw naar de Southern League. Eigenlijk moest de club al een jaar eerder degraderen maar werd toen gered doordat het stadion van de kampioen van de Northern Premier League, Marine FC niet voldeed aan de criteria voor de Conference.
Als Welshe club mocht de club zowel aan de FA Cup als de Welsh Cup deelnemen totdat de Welshe voetbalbond het verbood dat clubs uit de Engelse competitie nog aan de Welsh Cup deel mochten nemen. In de FA Cup werden nooit potten gebroken en de tweede ronde is het beste resultaat, enkel in 1946/47 werd een Football League club verslagen.
In de Welsh Cup had de club meer succes; in 1949 versloeg de club Swansea City met 2-0, in 1951 Cardiff City met 3-2 in een replay en in 1987 Newport County met 1-0 in een replay.
Na de bekerwinst in 1987 mocht er Europees gespeeld worden. De club verbaasde heel Europa door te winnen van het Italiaanse Atalanta, in de terugwedstrijd won de Italiaanse club en schakelde Merthyr Tydfil nipt uit.
In 2010 werd de club geliquideerd en opnieuw opgericht onder de naam Merthyr Town FC. De nieuwe club werd toegelaten tot Division One van de Western League.

## Erelijst
- Welsh Cup

Winnaar: 1949, 1951, 1987
Finalist: 1924, 1952

## Merthyr Tydfil in Europa
#R = #ronde, T/U = Thuis/Uit, W = Wedstrijd, PUC = punten UEFA coëfficiënten .
Uitslagen vanuit gezichtspunt Merthyr Tydfil FC
| Seizoen | Competitie   | Ronde | Land            | Club             | Totaalscore | 1e W    | 2e W    | PUC |
| ------- | ------------ | ----- | --------------- | ---------------- | ----------- | ------- | ------- | --- |
| 1987/88 | Europacup II | 1R    | Vlag van Italië | Atalanta Bergamo | 2-3         | 2-1 (T) | 0-2 (U) | 2.0 |

Totaal aantal punten voor UEFA coëfficiënten: 2.0